# Alfons Benedikter
Alfons Benedikter (Pettneu am Arlberg, Tirol, 1918 - 3 de novembre de 2010) fou un polític nacionalista sudtirolès. Passà la seva joventut a Schlanders, on va patir l'opressió feixista sobre els germanòfons sudtirolesos, i el 1940 es graduà en jurisprudència a Nàpols, alhora que aprenia rus a l'Institut d'Estudis Orientals. Quan Hitler i Mussolini arribaren a un acord sobre Tirol del Sud, va decidir quedar-se a Itàlia i fou enrolat en l'exèrcit italià per a lluitar al Front Oriental, on salvà la vida pel seu coneixement del rus. Allí va desertar i s'enrolà a la Wehrmacht, amb la qual va lluitar en la batalla de Montecassino.
En acabar la guerra tornà al Tirol del Sud i fou un dels fundadors del Südtiroler Volkspartei, del que en fou vicepresident de 1956 a 1966. A les eleccions regionals de Trentino-Tirol del Sud de 1948 fou escollit membre del Consell Regional del Trentino-Tirol del Sud, càrrec que ocupà fins a les eleccions regionals de Trentino-Tirol del Sud de 1960, quan fou escollit membre del landtag del Tirol del Sud. Durant aquest temps va ser vicepresident del Landtag i responsable de medi ambient el 1970.
Durant els anys 1970 fou un dels responsables de les negociacions pel Pacchetto i l'ampliació de l'autonomia, i mà dreta de Silvius Magnago. Sovint fou convidat amb Friedl Volgger a exposar el cas dels sud-tirolesos davant l'Assemblea General de l'ONU
Però es va oposar a la declaració de final de conflicte amb Àustria per l'ONU, i el 1988 va deixar la SVP per a unir-se a la Südtiroler Heimatbund, amb el que fou escollit conseller a les eleccions regionals de Trentino-Tirol del Sud de 1988. El 1989, juntament amb Eva Klotz i Gerold Meraner va fundar la Union für Südtirol, partidari de l'autodeterminació sudtirolesa, amb el que fou escollit conseller al Landtag a les eleccions regionals de 1993. A les eleccions legislatives italianes de 1992 es presentà com a candidat per Federalisme (PSd'Az-UV), coalició promoguda amb Unió Valldostana i Partit Sard d'Acció.